# Klara Perlberger
Klara Perlberger (geboren als Keile Schlamm 2. April 1897 in Krościenko (Ustrzyki Dolne), Österreich-Ungarn; gestorben 9. Juni 1992 in Tel Aviv) war eine österreichisch-israelische Psychologin.

## Leben
Keile Schlamm war das sechste von neun Kindern der Eheleute Elias und Sara Schlamm. 1910 zog die Familie nach Wien, wo Schlamm die Handelsakademie für Mädchen besuchte und 1917 für die Matura eine Externenprüfung am Realgymnasium Floridsdorf ablegte. Sie begann ein Medizinstudium und studierte dann von 1918 bis 1924 an der Hochschule für Bodenkultur mit einem Diplomabschluss. Sie heiratete den Agrarbiologen Jakob Perlberger. Sie war kämpferische Zionistin und ging nach Palästina, kehrte aber zurück und begann 1928 ein Studium der Pädagogik und Psychologie bei Karl Bühler und Charlotte Bühler an der Universität Wien. Sie wurde 1932 mit der Dissertation Pubertät und Lebenslauf promoviert. Keile Perlberger emigrierte nach Palästina und war im Staat Israel als Psychotherapeutin tätig.

## Dissertation
- Keile Perlberger: Pubertät und Lebenslauf, Dissertation Wien 1932.